# Wilhelm Christoph Friedrich Arnold

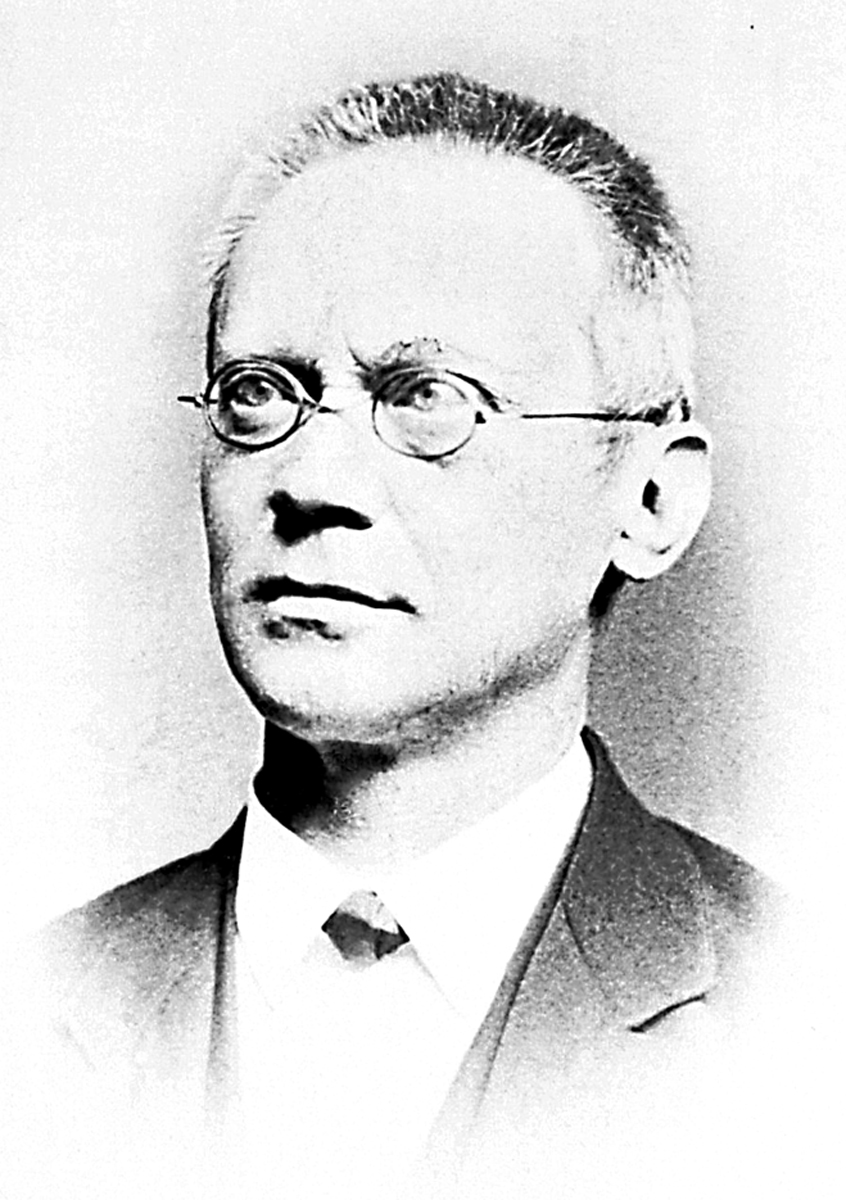
Wilhelm Christoph Friedrich Arnold

Wilhelm Christoph Friedrich Arnold (* 28. Oktober 1826 in Borken; † 2. Juli 1883 in Marburg) war Jurist, Rechts-, Wirtschafts- und Kulturhistoriker und Politiker.

## Leben
Arnold besuchte die Gymnasien in Kassel und Hanau. Er studierte Rechtswissenschaften an der Philipps-Universität Marburg, der Ruprecht-Karls-Universität Heidelberg und in Berlin. Wilhelm Arnold setzte sich intensiv mit der Rechtsgeschichte auseinander. Maßgeblich wurde er von dem Historiker Leopold von Ranke beeinflusst. Seine Promotion zum Dr. jur. erfolgte am 22. März 1849, 1850 habilitierte er sich in Rechtswissenschaften in Marburg. Anschließend veröffentlichte er zahlreiche Abhandlungen und Studien zur Verfassungsgeschichte. 1855 wurde Wilhelm Arnold zum ordentlichen Professor der deutschen Rechtsgeschichte in Basel berufen. Von 1863 bis zu seinem plötzlichen Tod 1883 lehrte er Naturrecht, Staatsrecht und Nationalökonomie an der Philipps-Universität in Marburg. Er befasste sich auch mit kulturhistorischen Themen und veröffentlichte 1865 Kultur und Rechtsleben.
Anschließend setzte er seine Forschungen mit siedlungsgeschichtlichen und namenkundlichen Untersuchungen fort. Er begründete die Ortsnamentheorie und bildete damit die Grundlage für anschließende Forschungen auf diesem Wissenschaftsgebiet. Arnold beteiligte sich auch an den organisatorischen Aufgaben der Marburger Hochschule. So war er 1865, 1870, 1881 Dekan der juristischen Fakultät und 1873 Rektor der Alma Mater.
Arnold war auch politisch tätig: Seit 1881 saß er als Abgeordneter der Konservativen und den Reichstagswahlkreis Regierungsbezirk Kassel 5 im Deutschen Reichstag.

## Werke
- Verfassungsgeschichte der deutschen Freistädte im Anschluß an die Verfassungsgeschichte der Stadt Worms. Zwei Teile. Perthes, Hamburg/Gotha 1854.
- Zur Geschichte des Eigentums in den deutschen Städten. Mit Urkunden. Georg, Basel 1861 (Reprint: Scientia, Aalen 1966).
- Das Aufkommen des Handwerkerstandes im Mittelalter. Georg, Basel 1861.
- Recht und Wirtschaft nach geschichtlicher Ansicht. Georg, Basel 1863.
- Cultur und Recht der Römer. Dümmler, Berlin 1868 (Reprint: Scientia, Aalen 1964).
- Die Bedeutung der kleinen Universitäten. Marburg 1872.

- Ansiedelungen und Wanderungen deutscher Stämme: zumeist nach hessischen Ortsnamen. Elwert, Marburg 1875 (Digitalisat); Nachdruck: Böhlau, Köln/Wien 1983, ISBN 3-412-07483-7.
- Kultur und Rechtsleben. Dümmler, Berlin 1865, OCLC 802615422.
- Studien zur deutschen Kulturgeschichte. Cotta, Stuttgart 1882.
- Briefwechsel Wilhelm Arnold – Andreas Heusler. Hrsg. und bearb. von Karl Kroeschell und Dorothee Mußgnug (= Studien zur deutschen Rechtsgeschichte, Bd. 281). Klostermann, Frankfurt/M. 2013, ISBN 978-3-465-04182-5.